# Condição de contorno mista

Verde: condição de contorno de Neumann; púrpura: condição de contorno de Dirichlet.

Em matemática, uma condição de contorno mista para uma equação diferencial parcial indica que diferentes condições de contorno são usadas em diferentes partes do contorno do domínio da equação.
Por exemple, se u é uma solução para uma equação diferencial parcial em um conjunto Ω com contorno de trecho suave ∂Ω, e ∂Ω é dividido em duas partes, Γ₁ e Γ₂, um pode usar uma condição de contorno de Dirichlet em Γ₁ e uma condição de contorno de Neumann em Γ₂:
{\displaystyle u_{{\big |}\Gamma _{1}}=u_{0}}
{\displaystyle \left.{\frac {\partial u}{\partial n}}\right|_{\Gamma _{2}}=g}
onde u₀ e g são funções dadas definidas sobre aquelas porções do.
A condição de contorno de Robin é outro tipo de condição de contorno híbrida; é uma combinação linear de condições de contorno de Dirichlet e Neumann.